# Мойн-мойн
Мойн-мойн — нігерійський паровий пудинг з бобів приготовлений із суміші промитих і очищених чорнооких бобів, цибулі та свіжомолотого червоного перцю (зазвичай це комбінація солодкого перцю) з перцем чилі або надзвичайно гострим перцем Scotch bonnet (згідно зі шкалою Сковілла, є гострішим за табаско приблизно в 30 разів). Це багата білком їжа, яка є однією з основних страв Нігерії. У Гані та Сьєрра-Леоне аналогічний пудинг відомий як «алеле» або «олеле», в північній Гані схожа страва називається «тубані» або «тубаані».

## Приготування
Мойн-мойн готується шляхом замочування бобів у холодній воді доти, доки вони стануть досить м'якими, щоб видалити їх тонку шкірку. Потім вони подрібнюються до однорідної пасти. Для поліпшення смакових якостей додають сіль, бульйонний кубик, олію, приправи. У деяких випадках додаються сушені раки, риба, солонина.
Мойн-мойн зазвичай прямокутний чи круглий. Він повторює ту форму, в яку його заливають перед приготуванням. Такою формою можуть бути порожні консервні бляшанки. Однак традиційною формою для приготування мойн-мойна служило листя дерева Thaumatococcus daniellii. Поміщений у форму мойн-мойн готується в каструлі з невеликою кількістю води на парі. Їдять мойн-мойн, як на обід, так і на сніданок чи вечерю. Нерідко його супроводжують різні гарніри. Взагалі склад конкретного мойн-мойна досить індивідуальний, і може бути небезпечний у разі приготування в антисанітарних умовах або використання невідповідних доповнень.

## Галерея

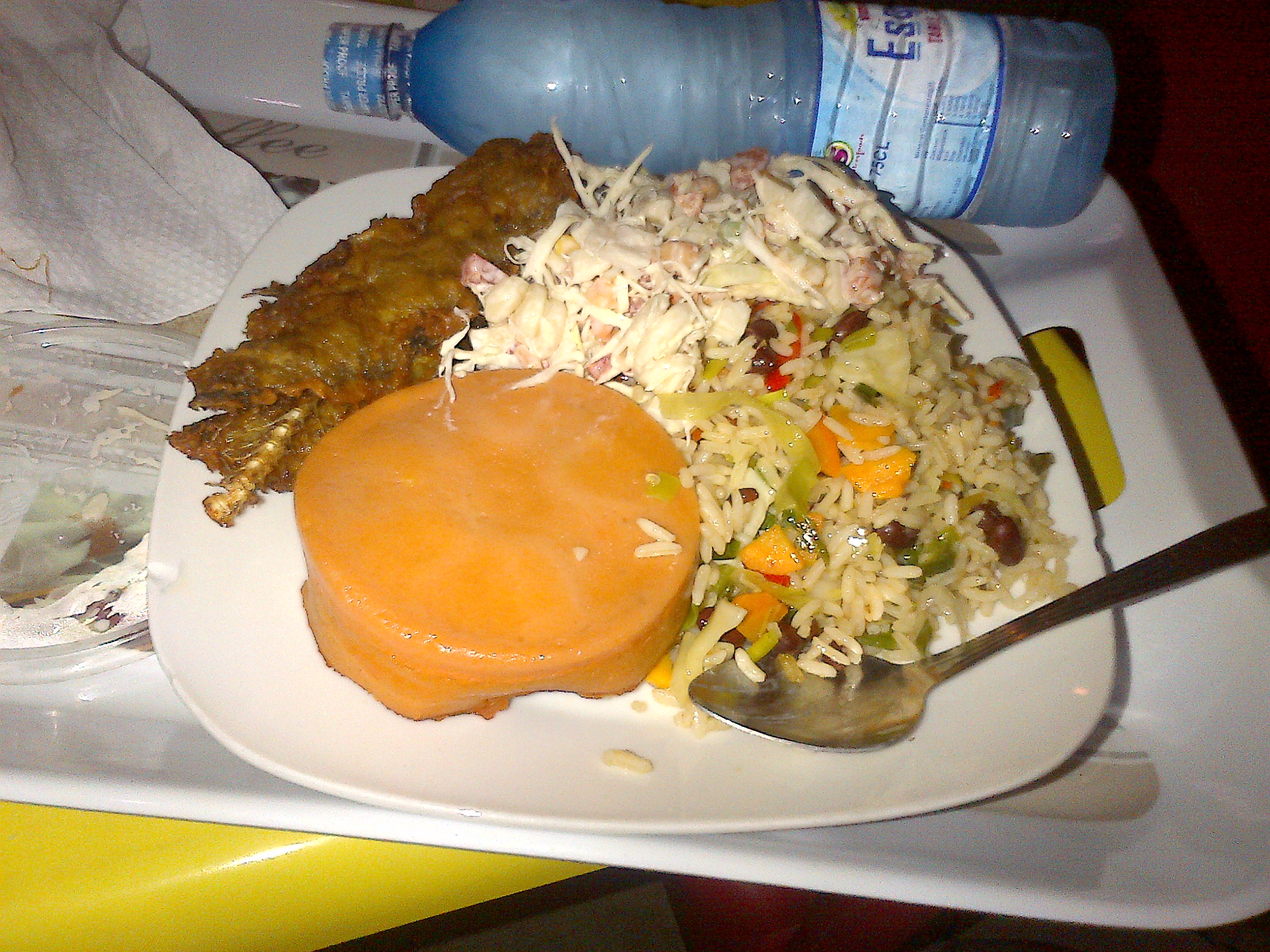
Мойн-мойн з різними гарнірами (рис з овочами, овочевий салат, смажена риба).
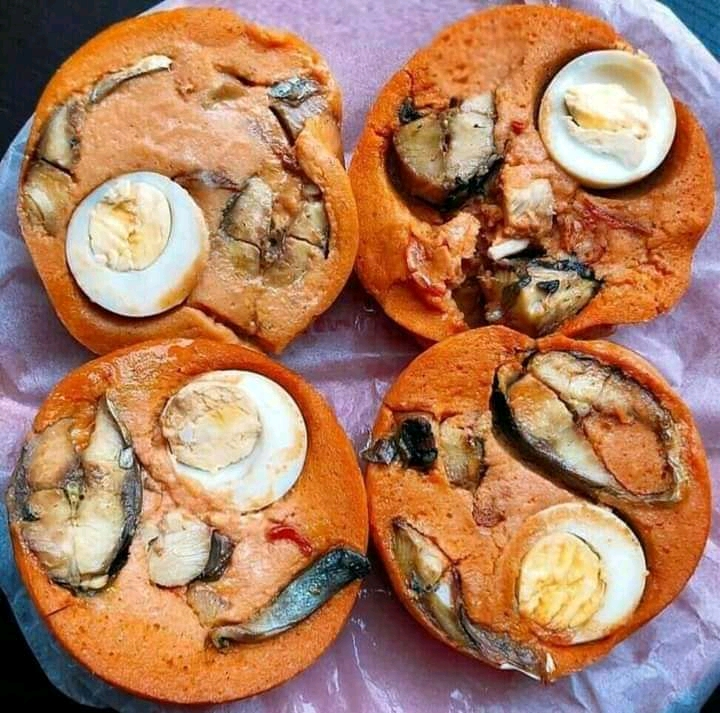
Мойн-мойн з яйцями та рибою.
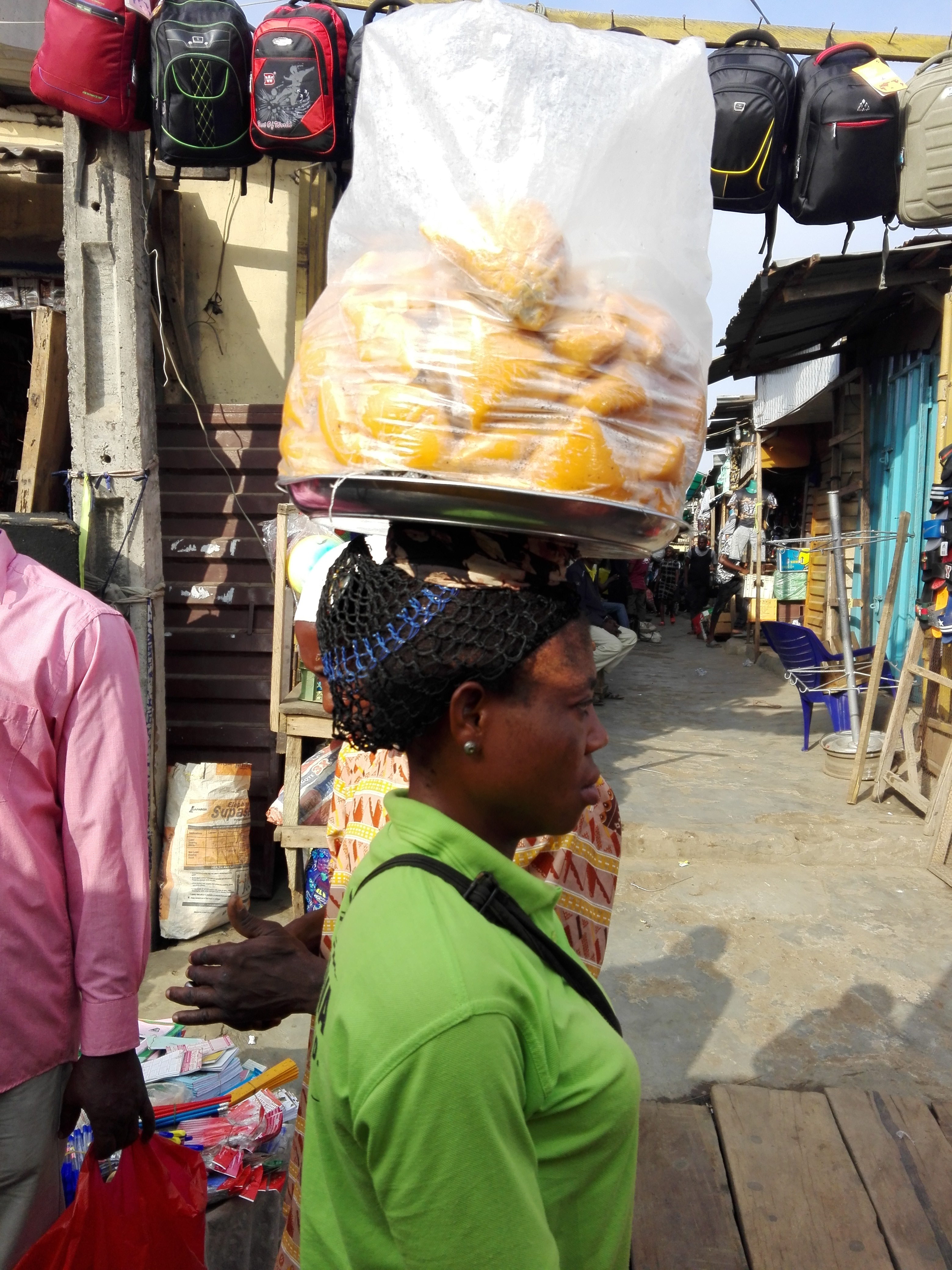
Продавчиня мойн-мойна, Західна Африка.